# Обласні автомобільні шляхи Вінницької області
Обласні автомобільні дороги Вінницької області — автомобільні шляхи обласного значення, що проходять територією Вінницької області України. Список включає усі дороги місцевого значення області, головним критерієм для визначення порядку слідування елементів є номер дороги у переліку.

## Перелік обласних автомобільних доріг у Вінницької області
| Індекс дороги               | Назва дороги                                                                                    | Протяжність, км |
| Барський район              | Барський район                                                                                  | Барський район  |
| --------------------------- | ----------------------------------------------------------------------------------------------- | --------------- |
| О-02-01-01                  | Бар – Антонівка – Маньківці                                                                     | 12.2            |
| О-02-01-02                  | Бар – Сеферівка                                                                                 | 10.8            |
| О-02-01-03                  | Бар – Гармаки                                                                                   | 10.3            |
| О-02-01-04                  | Бар – Комарівці                                                                                 | 7.5             |
| О-02-01-05                  | Гулі – Муровані Курилівці                                                                       | 25.5            |
| О-02-01-06                  | Лугове – Мигалівці – Супівка – Снітків                                                          | 30.9            |
| О-02-01-07                  | Копайгород – станція Котюжани                                                                   | 9.5             |
| О-02-01-08                  | Границя Хмельницької області – Ялтушків                                                         | 8.6             |
| О-02-01-09                  | станція Бар – Чернятин – Жмеринка                                                               | 27.0            |
| О-02-01-10                  | Бар – Шаргород – Нові Хоменки                                                                   | 61.8            |
|                             | Всього                                                                                          | 204.1           |
| Бершадський район           |                                                                                                 |                 |
| О-02-02-01                  | Бершадь – Поташня                                                                               | 9.2             |
| О-02-02-02                  | Бершадь – Пятківка – Жабокрич – Бондурівка                                                      | 21.8            |
| О-02-02-03                  | Східний об'їзд м. Бершадь                                                                       | 10.8            |
| О-02-02-05                  | Джулинка – Дяківка – Серебрія                                                                   | 25.8            |
| О-02-02-06                  | Берізки Бершадські – Баланівка                                                                  | 37.5            |
| О-02-02-07                  | Флорино – Голдашівка                                                                            | 20.0            |
| О-02-02-08                  | Веселівка – Тернівка                                                                            | 9.0             |
|                             | Всього                                                                                          | 134.1           |
| Вінницький район            |                                                                                                 |                 |
| О-02-03-01                  | Вінниця – Гнівань – Тиврів                                                                      | 32.1            |
| О-02-03-02                  | Некрасове – Микулинці                                                                           | 5.2             |
| О-02-03-03                  | Стрижавка – Мізяків – Гущенці                                                                   | 19.2            |
| О-02-03-04                  | Вороновиця – Іллінці                                                                            | 39.0            |
| О-02-03-05                  | Вороновиця – Тиврів – Шаргород                                                                  | 71.2            |
|                             | Всього                                                                                          | 166.7           |
| Гайсинський район           |                                                                                                 |                 |
| О-02-04-01                  | Гайсин – Гранів – Нараївка                                                                      | 23.5            |
| О-02-04-02                  | /Стрий – Тернопіль – Кропивницький – Знам’янка/ – Гайсин – Шура Бондурівська                    | 18.5            |
| О-02-04-03                  | Мар'янівка – Губник                                                                             | 22.2            |
| О-02-04-04                  | станція Губник – Соболівка – Красносілка                                                        | 28.6            |
| О-02-04-05                  | Куна – Степашки                                                                                 | 17.4            |
| О-02-04-06                  | Тарасівка – станція Зятківці                                                                    | 18.2            |
| О-02-04-07                  | /Стрий – Тернопіль – Кропивницький – Знам’янка/ – /Гайсин – Теплик/                             | 1.6             |
| О-02-04-08                  | Гайсин – Теплик                                                                                 | 29.6            |
|                             | Всього                                                                                          | 159.6           |
| Іллінецький район           |                                                                                                 |                 |
| О-02-05-01                  | Іллінці – Бабин                                                                                 | 12.0            |
| О-02-05-02                  | Іллінці – Василівка                                                                             | 10.3            |
| О-02-05-03                  | Іллінці – Красненьке                                                                            | 9.9             |
| О-02-05-06                  | Дашів – Фронтівка – Угарове                                                                     | 35.2            |
| О-02-05-07                  | Слобідка – Іллінці                                                                              | 5.5             |
| О-02-05-08                  | /Вороновиця – Іллінці/ – Якубівка                                                               | 3.4             |
| О-02-05-09                  | Паріївка – станція Оратів                                                                       | 16.3            |
|                             | Всього                                                                                          | 92.6            |
| Жмеринський район           |                                                                                                 |                 |
| О-02-06-01                  | Рожепи – Сербинівці – Ярошенка                                                                  | 38.3            |
| О-02-06-02                  | Браїлів – Гнівань                                                                               | 17.4            |
| О-02-06-03                  | /М-12/ – Браїлів – Рижавка – Тиврів                                                             | 36.4            |
| О-02-06-05                  | Браїлів – Жмеринка – Мала Жмеринка                                                              | 14.5            |
| О-02-06-07                  | Станіславчик – Тарасівка – станція Ярошенка                                                     | 16.1            |
| О-02-06-08                  | Телилинці – Мовчани – Носиківка                                                                 | 20.9            |
|                             | Всього                                                                                          | 143.6           |
| Калинівський район          |                                                                                                 |                 |
| О-02-07-02                  | Чернятин – Калинівка – Шепіївка                                                                 | 40.1            |
| О-02-07-05                  | Калинівка – Павлівка                                                                            | 7.9             |
| О-02-07-08                  | /М-21/ – Голендри – Нова Гребля                                                                 | 21.5            |
|                             | Всього                                                                                          | 69.5            |
| Козятинський район          |                                                                                                 |                 |
| О-02-08-01                  | Махнівка – Уланів                                                                               | 47.3            |
| О-02-08-02                  | /Кременець – Біла Церква – Ржичів – Канів – Софіївка/ – Журбинці – Самгородок                   | 22.5            |
| О-02-08-03                  | /Н-02/ – Махаринці – Козятин – /Н-02/                                                           | 16.2            |
| О-02-08-04                  | Пляхова – Непедівка – Білопілля                                                                 | 17.4            |
| О-02-08-05                  | /Кременець – Біла Церква – Ржичів – Канів – Софіївка/ – /Білопілля – Вівсяники/ – ч/з Королівку | 12.6            |
| О-02-08-06                  | Білопілля – Вівсянки                                                                            | 54.7            |
| О-02-08-07                  | Границя Житомирської області – Кашперівка – границя Житомирської області                        | 9.0             |
|                             | Всього                                                                                          | 179.7           |
| Крижопільський район        |                                                                                                 |                 |
| О-02-09-02                  | Іллівка – Павлівка                                                                              | 16.0            |
| О-02-09-03                  | Савчине – Гарячківка                                                                            | 24.0            |
| О-02-09-04                  | Соколівка – Павлівка                                                                            | 14.9            |
| О-02-09-05                  | Шарапанівка – Куниче – Соколівка                                                                | 10.9            |
| О-02-09-06                  | Городківка – Савчине                                                                            | 10.5            |
|                             | Всього                                                                                          | 76.3            |
| Липовецький район           |                                                                                                 |                 |
| О-02-10-01                  | Липовець – Жорнище                                                                              |                 |
| О-02-10-02                  | Росоша – станція Липовець                                                                       |                 |
| О-02-10-03                  | Липовець – Славна – Спиченці – Погребище                                                        | 37.7            |
| О-02-10-04                  | Нова Прилука – Лісова Лисіївка                                                                  | 6.3             |
| О-02-10-06                  | Брицьке – Щаслива                                                                               | 25.6            |
| О-02-10-07                  | Зозівка – Троща                                                                                 | 16.3            |
| О-02-10-08                  | Нова Прилука – Нова Гребля                                                                      | 12.9            |
|                             | Всього                                                                                          | 98.8            |
| Літинський район            |                                                                                                 |                 |
| О-02-11-01                  | Літин – Микулинці – Некрасове                                                                   | 10.9            |
| О-02-11-02                  | Літин – Бірків                                                                                  | 4.0             |
| О-02-11-04                  | Уладівка – Пиків                                                                                | 11.6            |
| О-02-11-05                  | Горбівці – Лисогірка – Кармелюкове                                                              | 26.7            |
| О-02-11-06                  | Бруслинів – Стрижавка                                                                           | 28.6            |
|                             | Всього                                                                                          | 81.8            |
| Могилів-Подільський район   |                                                                                                 |                 |
| О-02-12-01                  | Могилів-Подільський – Конева – Сугаки                                                           | 18.8            |
| О-02-12-02                  | Хоньківці – Козлів – Липчани                                                                    | 16.7            |
| О-02-12-03                  | Юрківці – Лядова                                                                                | 24.1            |
| О-02-12-04                  | Вендичани – Чернівці – Томашпіль                                                                | 60.0            |
| О-02-12-05                  | Конева – Кукавка – Ломозів                                                                      | 34.6            |
| О-02-12-07                  | Коштуля – Грушка – Суботівка                                                                    | 27.9            |
| О-02-12-08                  | Могилів-Подільський – Суботівка                                                                 | 8.4             |
|                             | Всього                                                                                          | 190.5           |
| Мурованокуриловецький район |                                                                                                 |                 |
| О-02-13-01                  | Муровані Курилівці – Кукурівка                                                                  | 15.1            |
| О-02-13-02                  | /Гулі – Муровані Курилівці/ – Петримани                                                         | 3.0             |
| О-02-13-03                  | Шаргород – Вищеольчедаїв – Конищів                                                              | 45.4            |
| О-02-13-06                  | Вищеольчедаїв – Дружба – Наддністрянське                                                        | 28.7            |
| О-02-13-07                  | Горай – Плоске – Сугаки                                                                         | 18.3            |
|                             | Всього                                                                                          | 110.5           |
| Немирівський район          |                                                                                                 |                 |
| О-02-14-01                  | Немирів – Рачки – Криківці                                                                      | 12.6            |
| О-02-14-02                  | Немирів – Мухівці                                                                               | 5.1             |
| О-02-14-03                  | Немирів – Іллінці                                                                               | 28.5            |
| О-02-14-04                  | Обідне – Ковалівка – станція Кароліна                                                           | 26.9            |
| О-02-14-06                  | Червоне – Ситківці – Буди                                                                       | 25.8            |
| О-02-14-07                  | Рубань – Ометинці                                                                               | 25.4            |
|                             | Всього                                                                                          | 124.3           |
| Оратівський район           |                                                                                                 |                 |
| О-02-15-01                  | Оратів – Ступки – Коритня – станція Монастирище – Монастирище                                   | 15.8            |
| О-02-15-02                  | Медівка – Новоживотів                                                                           | 20.4            |
| О-02-15-03                  | станція Оратів – Юшківці                                                                        | 26.8            |
| О-02-15-04                  | Фронтівка – Балабанівка – Цибулів                                                               | 12.9            |
|                             | Всього                                                                                          | 75.9            |
| Піщанський район            |                                                                                                 |                 |
| О-02-16-01                  | Піщанка – Миролюбівка                                                                           | 8.4             |
| О-02-16-02                  | Грабарівка – Студенна – Баштанків                                                               | 25.7            |
| О-02-16-03                  | Болган – Грабарівка                                                                             | 11.4            |
| О-02-16-04                  | Попелюхи – Рудниця – Городище                                                                   | 10.5            |
| О-02-16-05                  | Попелюхи – Гонорівка                                                                            | 7.5             |
| О-02-16-06                  | Піщанка – Брохвичі – Гонорівка                                                                  | 6.5             |
| О-02-16-07                  | Піщанка – Чечельник                                                                             | 34.2            |
|                             | Всього                                                                                          | 104.2           |
| Погребищенський район       |                                                                                                 |                 |
| О-02-17-01                  | Погребище – Ширмівка – Соснівка                                                                 | 24.3            |
| О-02-17-02                  | Плисків – Якимівка                                                                              | 23.6            |
| О-02-17-03                  | Станція Погребище – Адамівка – Розкопане – Барвінкове                                           | 8.4             |
| О-02-17-04                  | Очеретня – Плисків                                                                              | 13.1            |
| О-02-17-05                  | Границя Житомирської області – Погребище – Іллінці                                              | 59.8            |
|                             | Всього                                                                                          | 129.2           |
| Теплицький район            |                                                                                                 |                 |
| О-02-18-01                  | /Краснопілка – Теплик – Бершадь – Саврань/ – Тополівка                                          | 7.0             |
| О-02-18-02                  | Теплик – Комарівка                                                                              | 14.7            |
| О-02-18-04                  | Теплик – Россоша – Погоріла                                                                     | 18.7            |
| О-02-18-05                  | Метанівка – Бджільна                                                                            | 21.5            |
|                             | Всього                                                                                          | 61.9            |
| Томашпільський район        |                                                                                                 |                 |
| О-02-19-01                  | Томашпіль – Ракова – Яришівка                                                                   | 6.7             |
| О-02-19-02                  | Томашпіль – Пеньківка                                                                           | 6.3             |
| О-02-19-04                  | Джурин – Рожнятівка – Пилипи Борівські                                                          | 17.8            |
| О-02-19-05                  | Горишківка – Томашпіль – Нетребівка                                                             | 39.8            |
| О-02-19-07                  | Яланець – Ратуш – Цекинівка                                                                     | 32.0            |
| О-02-19-08                  | Нетребівка – Савчине                                                                            | 10.3            |
|                             | Всього                                                                                          | 112.9           |
| Тростянецький район         |                                                                                                 |                 |
| О-02-20-01                  | Тростянчик – Теплик (через Глибочок)                                                            | 40.1            |
| О-02-20-02                  | Капустяни – Ободівка                                                                            | 22.6            |
| О-02-20-03                  | Савинці – Вільшанка – Велика Кісниця                                                            | 71.4            |
| О-02-20-04                  | Тростянець – Торканівка                                                                         | 29.2            |
|                             | Всього                                                                                          | 163.3           |
| Тульчинський район          |                                                                                                 |                 |
| О-02-21-01                  | Тульчин – Маньківка – Ладижин                                                                   | 28.9            |
| О-02-21-02                  | Тульчин – Тиманівка – Вапнярка                                                                  | 30.0            |
| О-02-21-03                  | Тульчин – Клебань – Ладижин                                                                     | 32.0            |
| О-02-21-04                  | Тульчин – Зарічне – Тарасівка                                                                   | 12.1            |
| О-02-21-05                  | Торків – Брацлав – Ситківці – Леухи – станція Монастирище                                       | 82.9            |
| О-02-21-06                  | Завалля – Нестерварка                                                                           | 1.4             |
| О-02-21-07                  | Нестрерварка – Кинашів                                                                          | 2.5             |
| О-02-21-08                  | Мазурівка – Тульчин                                                                             | 5.8             |
| О-02-21-09                  | Печера – Нестерварка                                                                            | 20.0            |
| О-02-21-10                  | /Т-02-12/ – Юрківка – Калинівка                                                                 | 16.2            |
| О-02-21-11                  | Шпиків – Сліди – Нове Місто                                                                     | 19.0            |
| О-02-21-12                  | Шпиків – Тульчин                                                                                | 24.4            |
|                             | Всього                                                                                          | 275.2           |
| Тиврівський район           |                                                                                                 |                 |
| О-02-22-01                  | Тиврів – Канава                                                                                 | 15.4            |
| О-02-22-05                  | Нове Місто – Деребчин                                                                           | 14.3            |
| О-02-22-06                  | Онитківці – Красне – Грижинці                                                                   | 36.9            |
| О-02-22-07                  | Рахни Польові – Бушинка – межа району                                                           | 15.2            |
|                             | Всього                                                                                          | 81.8            |
| Хмільницький район          |                                                                                                 |                 |
| О-02-23-01                  | Стара Гута – Калинівка – Турбів                                                                 | 67.1            |
| О-02-23-02                  | Петриківці – Колибабинці – Уладівка – Іванів                                                    | 40.7            |
| О-02-23-03                  | Границя Хмельницької області – Слобода Кустовецька                                              | 62.9            |
| О-02-23-04                  | Куманівці – Уладівка                                                                            | 32.2            |
| О-02-23-05                  | Хмільник – Війтівці                                                                             | 8.4             |
| О-02-23-06                  | Хмільник – Лозова – Гулі                                                                        | 16.2            |
| О-02-23-07                  | Рогинці – Корделівка – Дружне в т.ч. піїд’їзд до с. Антонопіль                                  | 49.8            |
|                             | Всього                                                                                          | 277.3           |
| Чернівецький район          |                                                                                                 |                 |
| О-02-24-02                  | Бабчинці – Воєводчинці                                                                          | 24.3            |
| О-02-24-03                  | Чернівці – Букатинка                                                                            | 16.1            |
| О-02-24-04                  | Тропове – Біляни – Березівка                                                                    | 15.6            |
|                             | Всього                                                                                          | 56              |
| Чечельницький район         |                                                                                                 |                 |
| О-02-25-01                  | Чечельник – Кодима                                                                              | 15.4            |
| О-02-25-02                  | Чечельник – Стратіївка                                                                          | 8.4             |
| О-02-25-03                  | Чечельник – Білий Камінь                                                                        | 7.9             |
| О-02-25-04                  | Бершадь – П'ятківка – Жабокрич                                                                  |                 |
|                             | Всього                                                                                          | 31.7            |
| Шаргородський район         |                                                                                                 |                 |
| О-02-26-01                  | Шаргород – Конищів                                                                              | 9.0             |
| О-02-26-02                  | Шаргород – Перепільчинці                                                                        | 13.9            |
| О-02-26-03                  | Ярошенка – станція Ярошенка                                                                     |                 |
| О-02-26-04                  | Телелинці – Носиківка                                                                           |                 |
| О-02-26-05                  | Слобода Шаргородська – Тропове – Яришів                                                         | 50.9            |
| О-02-26-06                  | Мурафа – Деребчин – Томашпіль                                                                   | 39.9            |
| О-02-26-07                  | Мурафа – Моївка – Клембівка                                                                     | 57.1            |
| О-02-26-08                  | Джурин – Рожнятівка                                                                             | 7.1             |
|                             | Всього                                                                                          | 177.9           |
| Ямпільський район           |                                                                                                 |                 |
| О-02-27-03                  | Качківка – Дзигівка – Михайлівка                                                                | 41.9            |